# Сур, Мария Олеговна
Мария Олеговна Сур (род. 31 декабря 2004, Запорожье) — шведско-украинская певица. Участница 12-го сезона украинской телепередачи «Голос страны» и шведского национального отбора на Песенный конкурс «Евровидение» (2023).

## Биография
Родилась 31 декабря 2004 года в Запорожье, Украина. Училась в Запорожском национальном университете.
В 2022 году участвовала в двенадцатом сезоне шоу «Голос страны»: сначала в команде Надежды Дорофеевой, затем — Ольги Поляковой.
Из-за начала полномасштабного вторжения России в Украину вместе с матерью уехала в Швецию. Впоследствии благодаря певице Саре Доун Файнер выступила на благотворительном концерте на Авичи-Арене в Стокгольме с песней группы Destiny's Child «Survivor».

### Музыкальная карьера
В июне 2022 года подписала соглашение с лейблом Warner Music Sweden.
Участвовала в Melodifestivalen 2023, шведском отборе на Евровидение-2023, с песней «Never Give Up» . Прошла со второго четвертьфинала в финал, где заняла девятое место. Летом 2023 года участвовала в туре Diggiloo  по Швеции.
В 2024 году снова приняла участие в Melodifestivalen 2024 с песней «When I'm Gone». В финале конкурса, состоявшемся 9 марта, певица заняла 7 место, набрав 72 балла.

## Дискография
| Название      | Год  | Самая высокая позиция в чартах | Альбом |
| Название      | Год  | SWE                            | Альбом |
| ------------- | ---- | ------------------------------ | ------ |
| Never Give Up | 2023 | 17                             | —      |
| When I'm Gone | 2024 | 23                             | —      |